# Rubricatochromis guttatus
Rubricatochromis guttatus (Synonym: Hemichromis guttatus) ist eine Buntbarsch-Art, die im westlichen Afrika von Sierra Leone bis Kamerun vorkommt. Im Stromgebiet des Volta besteht eine Verbreitungslücke. Rubricatochromis guttatus ist Typusart der im Jahr 2022 für die „Roten Cichliden“ neu eingeführten Gattung Rubricatochromis.

## Merkmale
Die Art erreicht eine maximale Standardlänge von 12 cm und hat einen mäßig hochrückigen, länglich, ovalen Körper. Die Schwanzflosse ist abgerundet, das Kopfprofil gerade oder leicht konkav. Schnauze und Maul sind relativ kurz aber länger als der Augendurchmesser. Der Oberkiefer ist leicht vorstreckbar (protraktil). Die zwei mittleren Oberkieferzähne sind etwas länger als die anderen. Die Pharyngealia ist dreieckig und dicht bezahnt. Die Schlundzähne sind zweispitzig mit klar abgesetzten kleinen Höcker. Die Grundfarbe sexuell inaktiver Individuen ist gelblich, hell gelbbraun bis rotbraun. Auf der Rumpfmitte und auf dem Schwanzstiel ist ein je ein dunkler Fleck vorhanden. Der Seitenfleck liegt etwas oberhalb der Mittellinie und ist rund oder tropfenförmig, manchmal auch von einem schmalen hellen Bereich umgeben. Beide Flecken können stimmungsabhängig auch verschwinden. Je ein weiterer dunkler Fleck befindet sich auf dem Kiemendeckel. Kopf, Rumpf und unpaare Flossen sind mit kleinen, unregelmäßig angeordneten silbrigblauen Flecken besetzt. Anzahl und Dichte sind individuell verschieden. Dominante und brutpflegende Tiere bekommen eine flächig rote Färbung, wobei der Seitenfleck dann meist verschwindet. Diese Färbung hat bei den Männchen eine leicht violette Tönung, bei den Weibchen eine ziegelrote.
- Flossenformel: Dorsale XIII–XV/9–12; Anale III/7–9.[1]
- Wirbel: 25.

## Lebensraum und Fortpflanzung
Die Art Rubricatochromis guttatus kommt in Waldgebieten vor, in Ufernähe, in Bereichen mit viel versunkenem Holz und Wasserpflanzenbewuchs, in langsam fließenden Flüssen, in kleinen Bächen, in Altarmen und Sümpfen sowie in salzarmen Küstenlagunen. Die Fische sind Substratlaicher, die ihren Laich auf harte Oberflächen wie Steine oder Holz ablegen. Beide Eltern beteiligen sich an der Brutpflege, die etwa vier Wochen andauert. Die Gelege umfassen maximal 300 Eier; die Larven schlüpfen nach zwei Tagen und schwimmen nach 5 Tagen frei.